# Valfagehrbahn
| Valfagehrbahn             | Valfagehrbahn                               |
| ------------------------- | ------------------------------------------- |
| Valfagehrbahn Bergstation |                                             |
| Standort:                 | Stuben am Arlberg Österreich                |
| Bauart:                   | 6-CLD/B                                     |
| Baujahr:                  | 2005                                        |
| Berg:                     | Galzig                                      |
| Talstation:               | Alpe Rauz , 1663 m                          |
| Höhendifferenz:           | 617 m                                       |
| Bergstation:              | Ulmer Hütte , 2280 m                        |
| Streckenlänge:            | 2188 m                                      |
| Fahrdauer:                | 7,33 min                                    |
| Anzahl der Sessel:        | 110 Stk.                                    |
| Anzahl der Stützen:       | 20 Stk.                                     |
| Kapazität:                | 2600 Pers./Stunde                           |
| Hersteller:               | Leitner                                     |
| Betreiber:                | Stubner Fremdenverkehrs-Gesellschaft m.b.H. |
| Website:                  | www.bergbahnen-stuben.com                   |

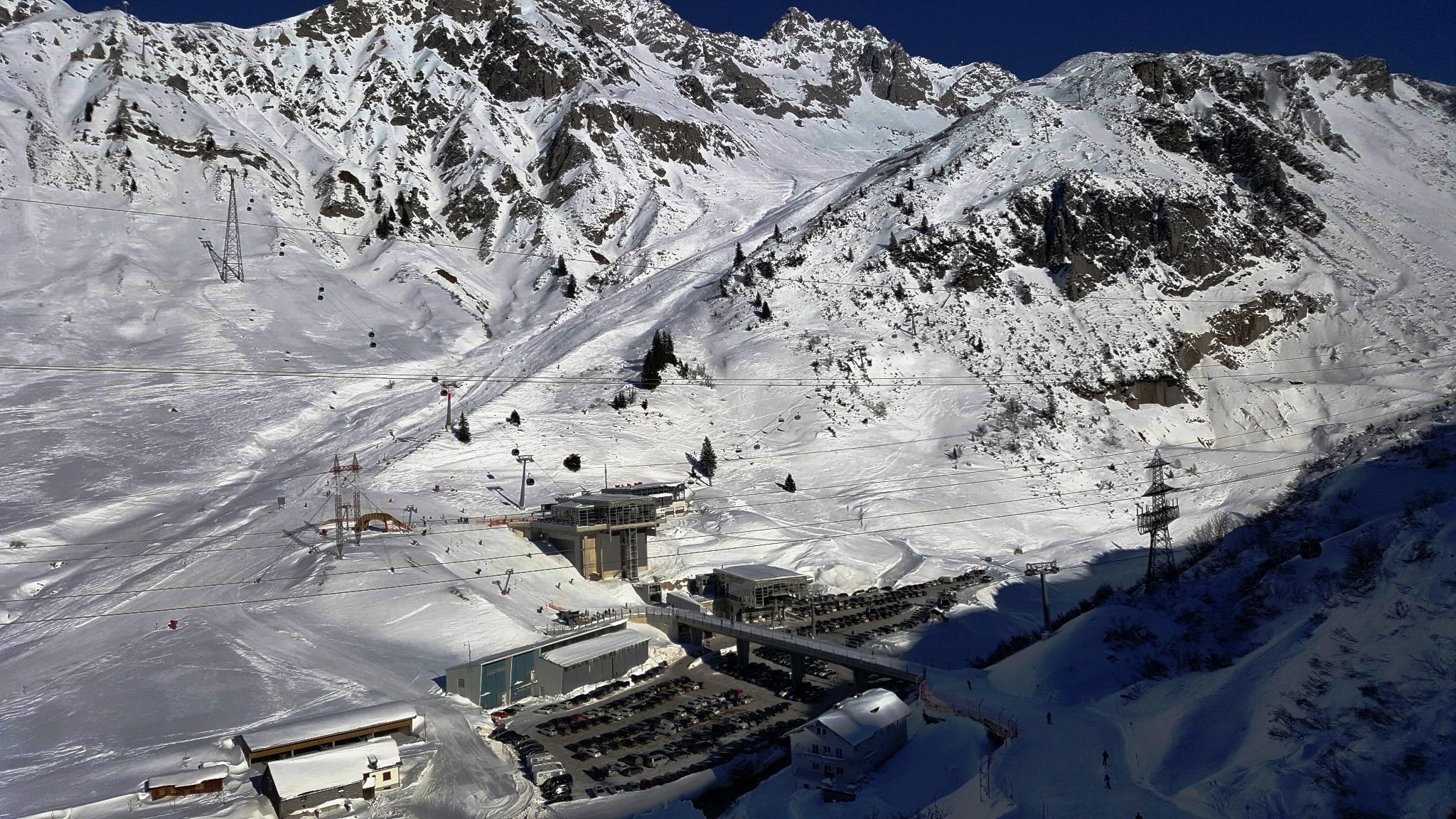
Talstationen Valfagehrbahn, Flexenbahn, Albonabahn II und Rauzlift

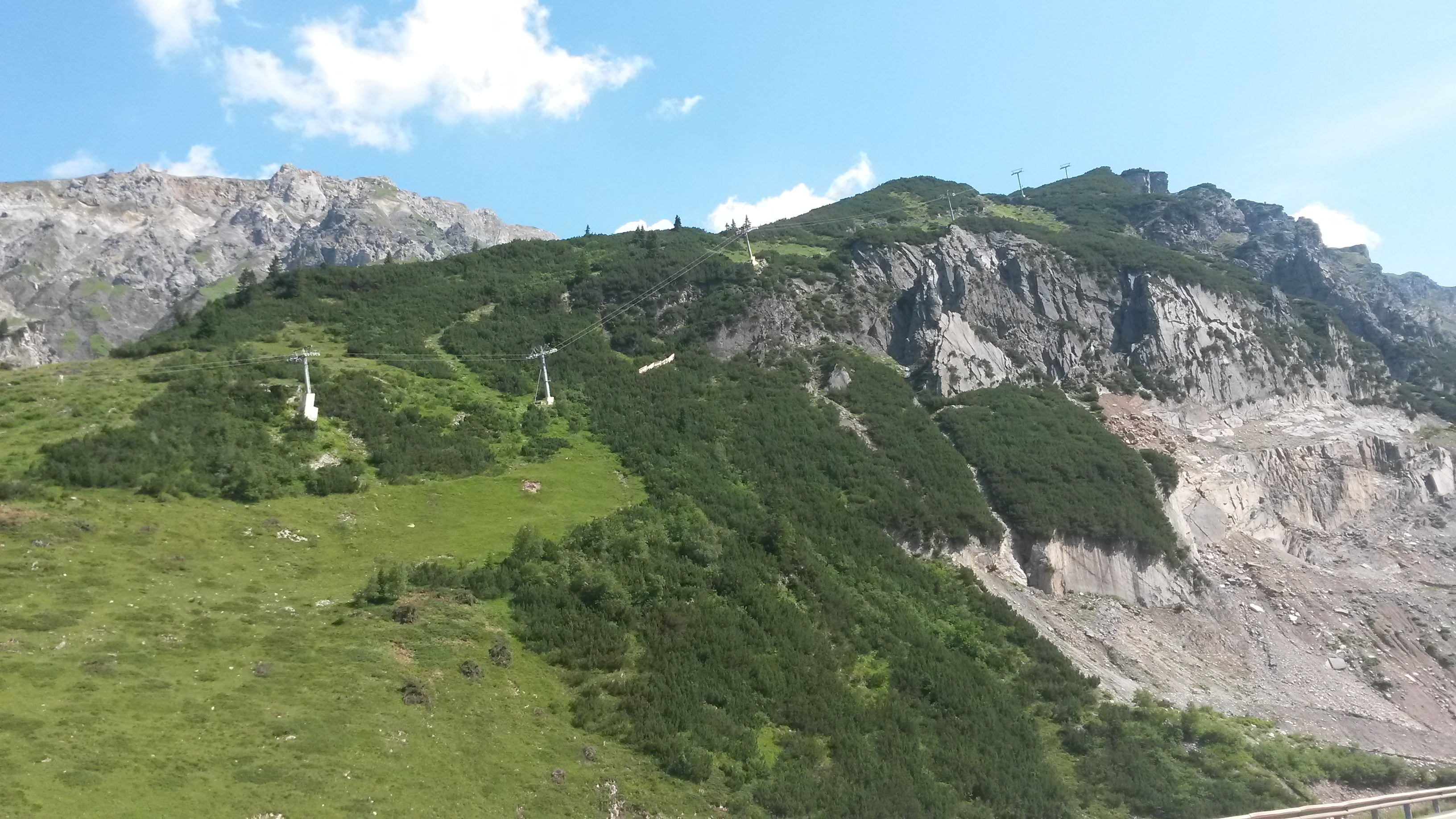
Valfagehrbahn (neu 2005), Sechsersesselbahn, Trasse ausgehend von der Alpe Rauz, Klostertal, Vorarlberg zum Pfannenkopf.

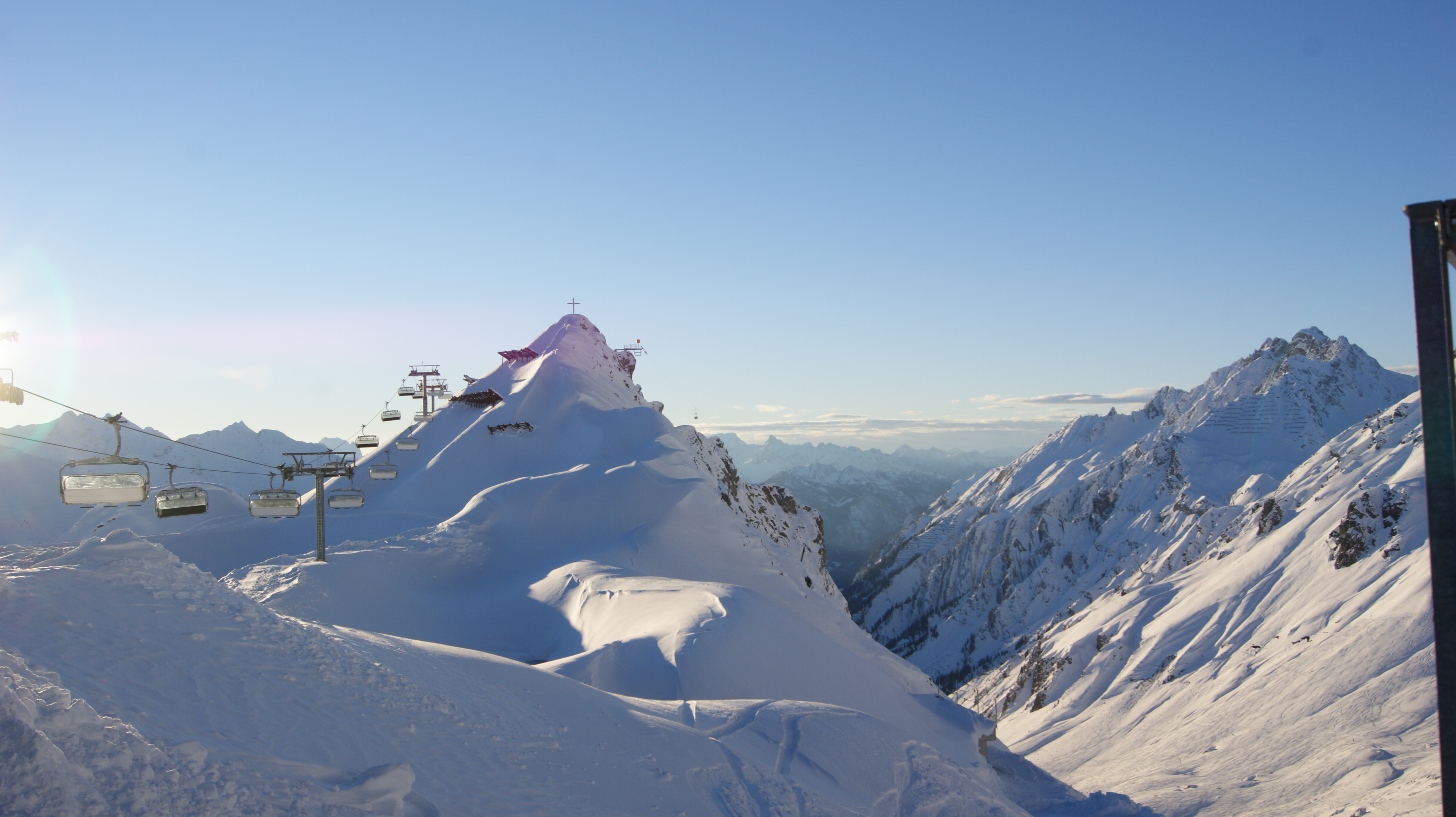
Links die Valfagehrbahn, in der Mitte der Pfannenkopf und rechts die Lawinen-Sprengseilbahn (2018)

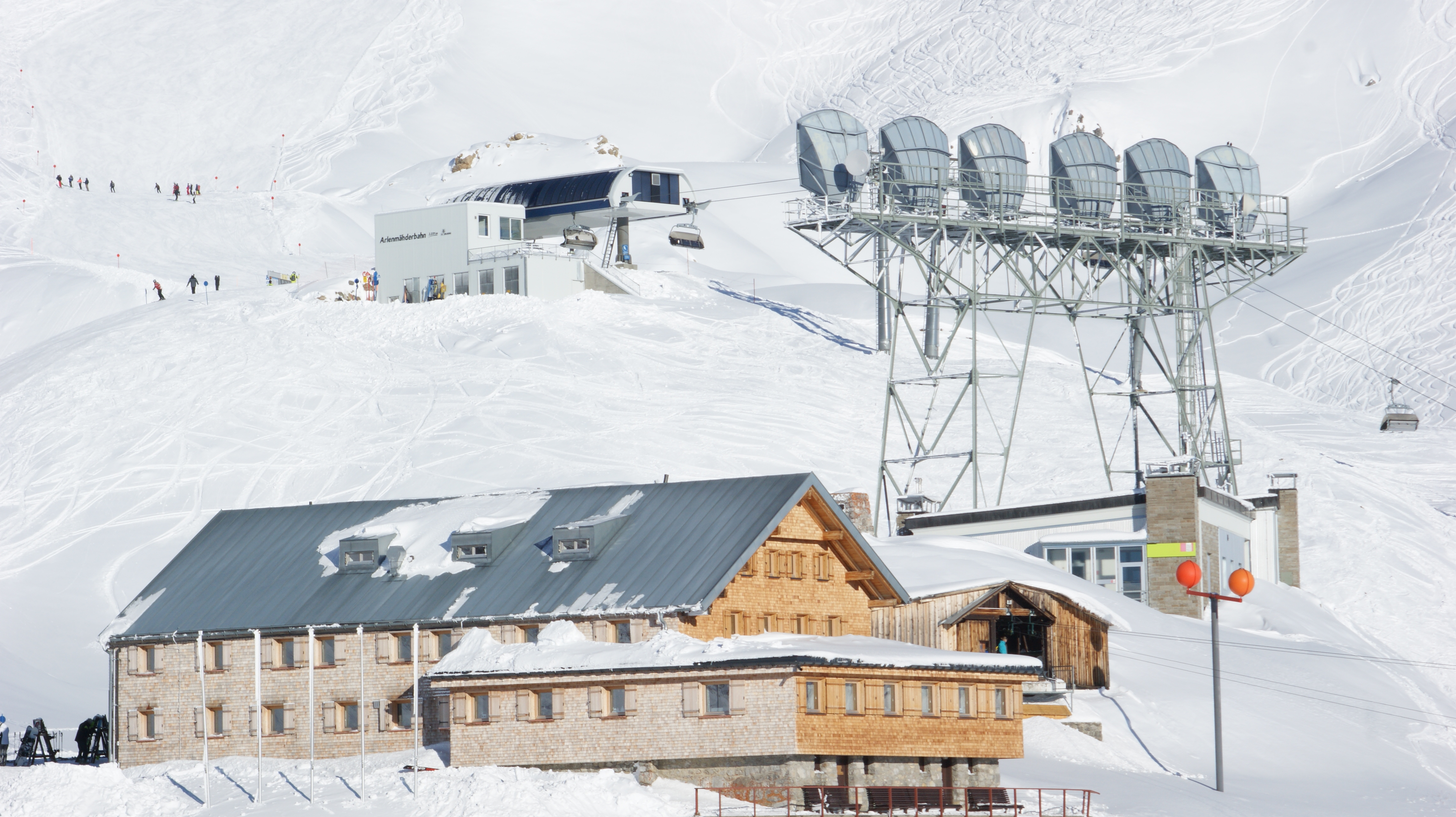
Blick von der Valfagehrbahn zur Ulmer-Hütte und dahinter die Arlenmähderbahn

Die Valfagehrbahn ist eine 2005 erneuerte kuppelbare 6er Hochgeschwindigkeits-Sesselbahn mit Abdeckhauben und Sitzheizung der Stubner Fremdenverkehrs GmbH & Co KG mit der Talstation (1663 m ü. A.) auf der Alpe Rauz (1629 m ü. A., bei der Arlbergpassstraße) und der Bergstation (2281 m ü. A.) beim Pfannenkopf in der Nähe der Ulmer Hütte (2288 m ü. A.).
Die Valfagehrbahn dient als Zubringer zum Galzig und weiter nach St. Anton von der Alpe Rauz aus und befindet sich im Skigebiet Ski Arlberg im österreichischen Bundesland Vorarlberg.
Bereits 1961 wurde im Aufsichtsrat der Stubener Berbahnen Gesellschaft.m.b.H über den Bau einer Bahn an diesem Standort diskutiert. Seit 1980 bestand als erste Anlage ein kuppelbarer Dreier-Sessellift, der das Skigebiet Albona mit dem Skigebiet St. Anton am Arlberg (Tirol) verband. 2005 wurde die Valfagehrbahn als Ersatz für die alte Sesselbahn modernisiert. Nach dem viermonatigen Umbau wurde die neue 6er Sesselbahn am 21. Januar 2006 offiziell eröffnet. 2008 wurde die Beschneiungsanlage erweitert (Errichtung eines Speicherteiches bei der Bergstation Pfannenkopf) mit etwa 75.000 m3 Inhalt, neuer Pumpen und Leitungen etc.
Die Parkflächen für PKW und Busse wurden anlässlich des Umbaus erheblich erweitert.

## Technische Daten
Die Valfagehrbahn wurde 2005 nach langjähriger Diskussion und Vorbereitung in kürzester Zeit umfassend erneuert. Die Förderleistung galt seit Jahren als ungenügend, um dem Fahrgastaufkommen zu entsprechen. Durch den Umbau der Anlage wurde die Gesamtkapazität der Förderleistung der Anlage im Vergleich zur vorherigen um fast zwei Drittel gesteigert.
Bei der Modernisierung der Bahn 2005 wurden die bestehenden betonierten Untergeschoße der Berg- und Talstation erhalten und mit diversen Änderungen und Ergänzungen versehen.

### Technische Daten der neuen Anlage
Die neue kuppelbare 6-er Sesselbahn wurde von der Fa. Leitner in Sterzing, Italien, gebaut
- Seilhöhe in der Talstation: 1663 m
- Seilhöhe in der Bergstation: 2280 m
- Höhenunterschied: 617 m
- Betriebslänge (schräge Länge): 2188 m
- Förderseil durchmesser: 52 mm
- Stützen: 20
- Spanneinrichtung: Talstation (hydraulisch)
- Antriebsstation: Bergstation
- Antriebsleistung (Anfahren): 860 kW
- mittlere Neigung: 29,9 %
- größte Neigung: 92 %
- Fahrbetriebsmittel (Sessel von Leitner): 110
- Fassungsvermögen Fahrbetriebsmittel: 6 Personen
- Nennfahrgeschwindigkeit 5 m/s
- Fahrtrichtung: gegen den Uhrzeigersinn
- Fahrtzeit: ca. 7,33 Minuten
- größte Förderleistung je Stunde und Richtung: 2600 Personen.

Pro Wintersaison werden an der Valfagehrbahn bis zu 700.000 Personen befördert. Für den Zugang zur Talstation besteht ein kurzer Schlepplift.

### Technische Daten der alten Anlage
Die alte und 2005 ersetzte kuppelbare Dreier-Sesselbahn wurde 1980 von der Doppelmayr in Wolfurt errichtet und in Betrieb genommen.
- Seilhöhe in der Talstation: 1663 m
- Seilhöhe in der Bergstation: 2281 m
- Höhenunterschied: 617 m
- Betriebslänge (schräge Länge): 2213 m
- Stützen: 25
- Spannstation: Talstation
- Antriebsstation: Bergstation
- mittlere Neigung: 29,9 %
- größte Neigung: 92 %
- Fahrbetriebsmittel (Sessel): 176
- Fassungsvermögen Fahrbetriebsmittel: 3 Personen
- Höchstfahrgeschwindigkeit 4 m/s
- Fahrtrichtung: gegen den Uhrzeigersinn
- Fahrtzeit: ca. 9 Minuten
- größte Förderleistung je Stunde und Richtung: 1610 Personen.